# Laura Vicuña
Laura Vicuña, född 5 april 1891 i Santiago, Chile, död 22 januari 1904 i Junín de los Andes, Argentina, var en chilensk jungfru och martyr. Hon vördas som salig inom Romersk-katolska kyrkan. Hennes minnesdag firas den 22 januari.

## Biografi
Lauras far stupade i det chilenska inbördeskriget 1891, och hennes mor tvingades då att bli älskarinna åt en mäktig man i bygden. Han var alkoholiserad och behandlade Laura och hennes mor illa.
En dag försökte han antasta Laura och när han inte fick sin vilja igenom, misshandlade han henne så svårt att hon avled.
Laura Vicuña saligförklarades av påve Johannes Paulus II den 3 september 1988.

## Bilder
| - Staty föreställande saliga Laura Vicuña vid Santuario del Cerro San Cristóbal i Santiago. - Staty föreställande saliga Laura Vicuña. - Målning föreställande Domenico Savio och Laura Vicuña i Basílica María Auxiliadora y San Carlos i Buenos Aires. |